# Ken Zazpi
Ken Zazpi (significa menos 7 em basco) é uma banda basca de música pop-rock. Foi criada por Jon Mikel Arronategi e Eñaut Elorrieta em 1996 em Guernica y Luno.
O seu primeiro álbum foi lançado em Maio de 2001, com o título Atzo da bihar. Este álbum tornou-se um grande exito; rapidamente vendeu 20.000 cópias. O segundo álbum, "Bidean", foi lançado em abril de 2003, com o sucesso Ilargia (A lua). 
Em 2005, lançam o álbum Gelditu Denbora, e, de novo, com outro sucesso, Zapalduen Olerkia (O poema dos Oprimidos).

## Membros da banda
- Eñaut Elorrieta – Guitarra e vocais
- Jon Mikel Arronategi – Guitarra e vocais
- Igor Artzanegi – Baixo
- Beñat Serna – Guitarra
- Iñaki Zabaleta – Trikitixa e teclado
- Jon Fresko – Bateria

## Discografia
- Atzo da bihar  . Gor Diskak, 2001
  - 1 Zenbat min
  - 2 Malen
  - 3 Itxoiten
  - 4 Larrun
  - 5 Profetak
  - 6 Irri bat  (original de Muse "Muscle Museum")
  - 7 Hotzikara
  - 8 Bi eta bat
  - 9 Badakit
  - 10 Zigortuta
  - 11 Ezer ez da betiko

- Bidean . Gor Diskak, 2003
  - 1 Besarkatu
  - 2 Bidean
  - 3 Deiaren zai
  - 4 Haizea
  - 5 Iluntzean
  - 6 Barretan
  - 7 Ilargia (La Lluna)
  - 8 Debekatuta
  - 9 Amorrua
  - 10 Gutuna
  - 11 Zerraila

- Gelditu denbora . Acústico, Gor Diskak, 2005

- - 1 Zenbat min
  - 2 Gau urdinak
  - 3 Bidean
  - 4 Zapalduen Olerkia (O poema dos Oprimidos)
  - 5 Iluntzean
  - 6 Irudi biluztuak
  - 7 Gutuna
  - 8 Zu ez zaudenean
  - 9 Malen
  - 10 Haizea
  - 11 Batzutan
  - 12 Ilargia (A lua)
  - 13 Talaieroen gogoetak

- Argiak (Luzes). Oihuka, 2007
  - 1 Bihar 
  - 2 Ezezagunak
  - 3 Gernikan
  - 4 Itxaropena
  - 5 Nire lurrari
  - 6 Olatuz olatu
  - 7 Ez nau izutzen
  - 8 Gaueko argiak
  - 9 Irailaren 14a
  - 10 Kantu batekin
  - 11 Noizbait
  - 12 Trenaren zai

- Zazpi urte zuzenean (Sete anos ao vivo) Vivo, 2009
  - 1 EZ NAU IZUTZEN
  - 2 ILUNTZEAN
  - 3 NIRE LURRARI
  - 4 ITXAROPENA
  - 5 GUTUNA
  - 6 OLATUZ OLATU
  - 7 GERNIKAN
  - 8 ILARGIA
  - 9 MALEN
  - 10 BIHAR
  - 11 GAUEKO ARGIAK
  - 12 HAIZEA
  - 13 ZAPALDUEN OLERKIA
  - 14 NOIZBAIT